# Sylvain Pérussault
Sylvain Pérussault est un prêtre jésuite et prédicateur français, né à Saint-Gaultier (Indre) le 18 juillet 1679, et mort à Paris le 30 avril 1753.

## Biographie
Il entra chez les Jésuites à Bordeaux en 1694, fut provincial d’Aquitaine en 1741-1742 et prêcha avec succès à Paris et en province pendant trente années. Il fut confesseur du Dauphin, puis de Louis XV de 1743 à 1753.
En novembre 1754, le Mercure annonce la vente d'une estampe peinte après sa mort par P. Dachon, et gravée par Jacques-Firmin Beauvarlet.
Un recueil de ses Sermons choisis parut en 1758 chez les Frères Duplain à Lyon.

## Œuvres
- Oraison funèbre de [...] Mgr le prince royal Léopold-Clément, prononcée, le 28 juillet 1723, dans l'église des RR. PP. Cordeliers de Nancy [Oraison funèbre du duc de Lorraine], Nancy, Cusson, 1723.
- Panégyrique de Saint Louis, prononcé à l'Académie française le 25 août 1737, Paris, J.-B. Coignard, 1737, 31 p.
- Sermons choisis, t. 1, Lyon, Duplain, 1758, IV-428 p.
- Migne, Collection intégrale et universelle des orateurs sacrés, t. 51, Le Petit-Montrouge, J.-P. Migne, 1855, p. 1462-1820 (verbo Pérusseau).